# Johannes Bijleveld

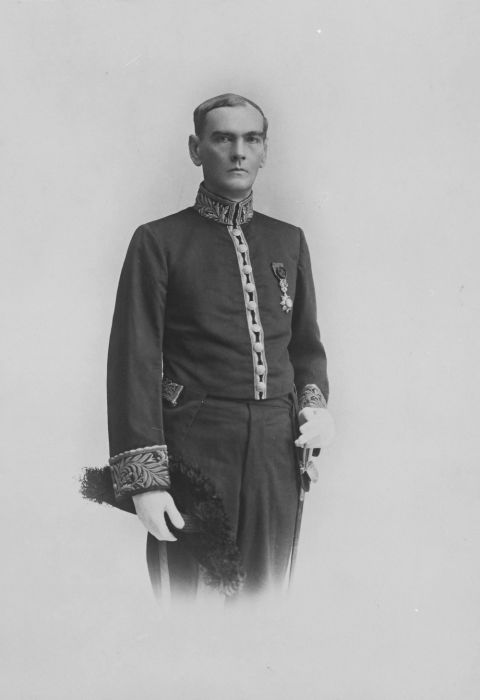
Johannes Bijleveld (1885-1943)

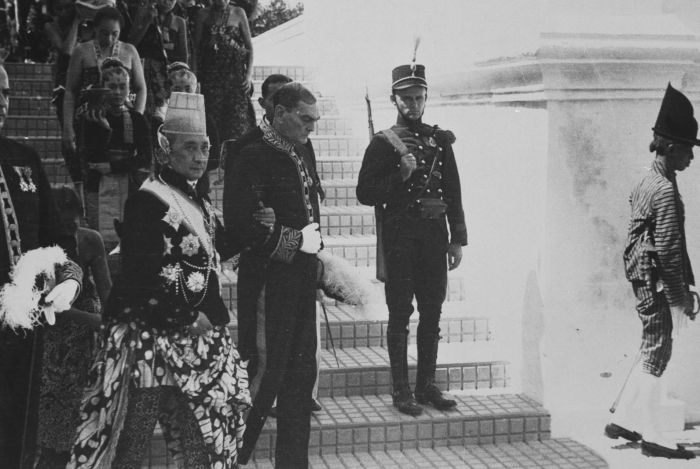
Sultan Hamengkoeboewono VIII van Djokjakarta aan de arm van Gouverneur Bijleveld

Johannes Bijleveld (Magelang, 3 mei 1885 – Driebergen, 31 december 1943) was een Nederlands ambtenaar en bestuurder.

## Leven en werk
Bijleveld werd geboren als zoon van de landmeter en oud-officier Hermanus Johannes Bijleveld en Elisabeth van Bloemen Waanders. Nadat hij de HBS had voltooid legde hij met goed gevolg het groot-ambtenaarsexamen af. Hij begon zijn carrière in 1908 als aspirant-controleur te Ngandjoek. Deze functie bekleedde hij tot 1911. Daarna was hij werkzaam als controleur te Bojonegoro, Sukabumi en controleur van de politie te Bandung. Later volgde hij de bestuursacademie te Den Haag en deed vervolgens het klein notarieel examen. Hierna keerde hij, in 1925, terug naar het Nederlands-Indië en was daar tot 1928 werkzaam als controleur en assistent-resident van Semarang. In 1928 werd Bijleveld daar resident. Bijleveld werd na zijn Europees verlof, in 1932, ter beschikking gesteld van de gouverneur van Midden-Java. Van 1934 tot 1939 was Bijleveld gouverneur van Jogjakarta en trad hij op als "de oudere broer" van Hamengkoeboewono VIII. Bijleveld was Ridder in de Orde van de Nederlandse Leeuw en Officier in de Orde van de Draak van Annam.
Bijleveld trouwde met Maria Loze (1887-1962). Uit hun huwelijk werden drie kinderen geboren. Bijleveld overleed in 1943 te Driebergen op een leeftijd van 58 jaar en is begraven op de Nieuwe Algemene Begraafplaats Driebergen.
Hij is grootvader van Gerard Wallis de Vries, voormalig bestuurder en politicus.